# Вулиця Івана Франка (Калуш)
Вулиця Івана Франка — розташована в центральній частині міста Калуша. Пролягає від вулиці С.Бандери до вулиці П.Ковжуна. До вулиці Франка прилучається вул. Д.Січинського.

## Історія
Одна з найдавніших міських вулиць — вже наявна була на карті Апенцелєра 1787 року. Тоді на лівому боці розміщувався замок, а на правому — фільварок. У 1898 р. побудована школа і вулиця називалася Шкільною. Перейменована на вулицю Малецького за часів польської окупації, після якої вулиці повернена історична назва Шкільної. 14.03.1947 перейменована рішенням райвиконкому № 19 на вулицю Київську. 24.04.1961 міськвиконкомом рішенням № 114 перейменована на вулицю Гагаріна на честь польоту космонавта.

## Сьогодення
Вулиця Франка є озелененою і спокійною, оскільки є мало завантажена транспортним рухом. Ліва сторона вулиці розпочинається сквером з бюстом Івана Франка. Далі зліва є будинок з казначейством, який з незрозумілих причин рахується за вулицею Січинського, хоча вхід до нього знаходиться з вулиці Франка. За вулицею Франка числиться головна міська держустанова — Калуська мерія, хоча вхід знаходиться з вулиці Січинського. Та ще й числиться під № 1, хоча насправді першим будинком на лівій стороні вулиці є будинок з казначейством — така пара парадоксів. Далі знаходиться єдиний житловий будинок на вулиці, після якого вулиця Франка зліва закінчується сквером Шевченка. Тобто маємо таке символічне поєднання двох святих для українця імен.
Справа вулиця розпочинається руїною — рештками будівлі колишньої австрійської жандармерії і польської поліції, яка донедавна вважалася найстаршою будівлею у всьому Калуші. Знаходиться в занедбаному стані, швидко руйнується мародерами і під впливом природних факторів. Далі розташована дитячо-юнацька спортивна школа (колишнє приміщення кадастрального управління). Дещо вище мерії розташована одна з найстаріших чинних міських споруд — ЗОШ № 1, побудована в 1898 р. (спочатку як двоповерхова будівля), визнана пам'яткою архітектури з охоронною дошкою на стіні. Під час німецької окупації використовувалась для староства. Також у травні 2016 р. на стіні школи встановлена меморіальна дошка Сергія Токмакова. Закінчується правий бік вулиці також занедбаною будівлею, в якій колись була плебанія, далі — музична школа, а наостанок — прокуратура.
У 2004 р. була реставрована міська мерія (історична будівля управи Калуського повіту), згодом було реконструйовано ЗОШ № 1 (серед калушан відома як Червона школа).

## Фотогалерея

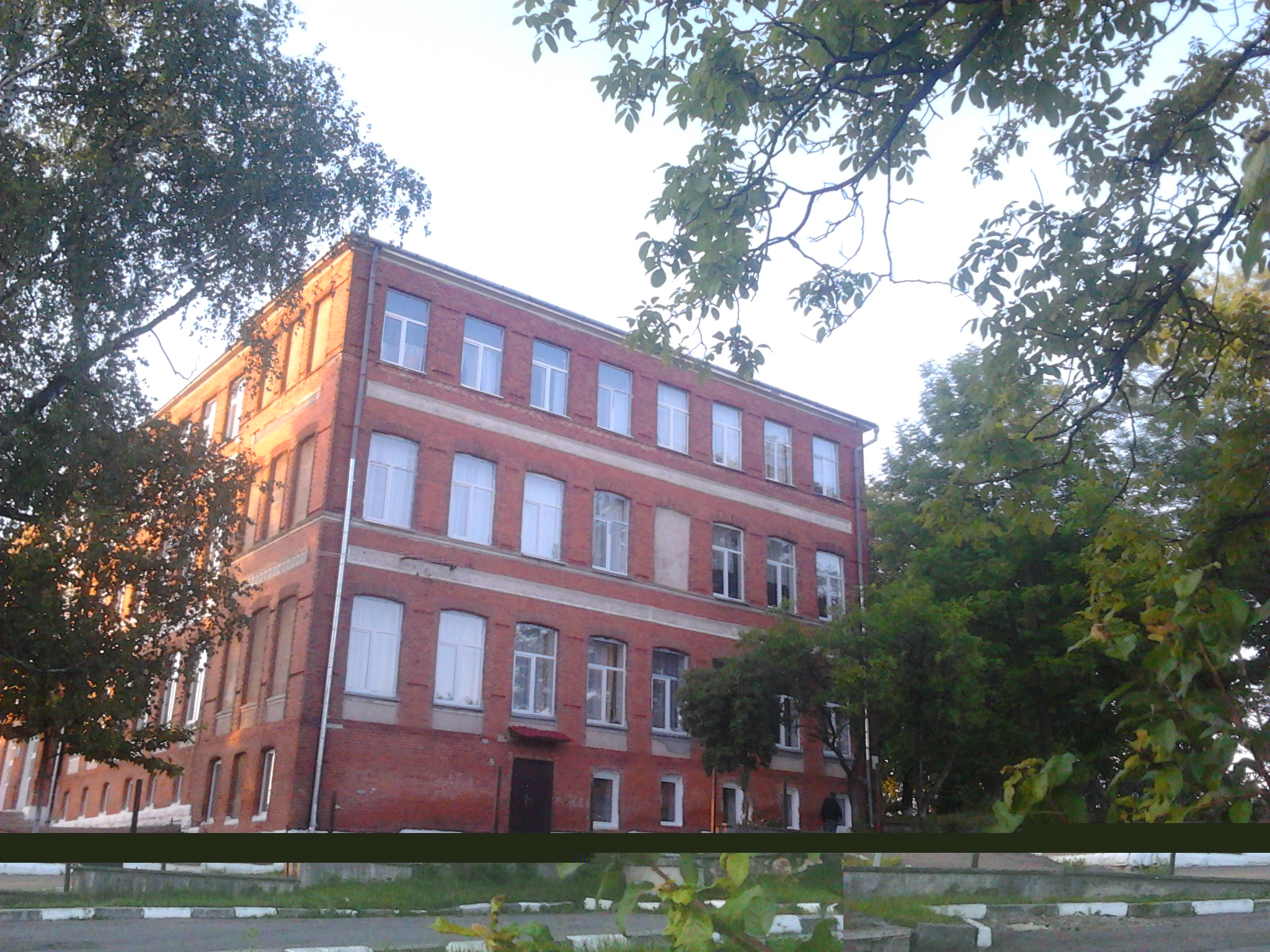
ЗОШ №1
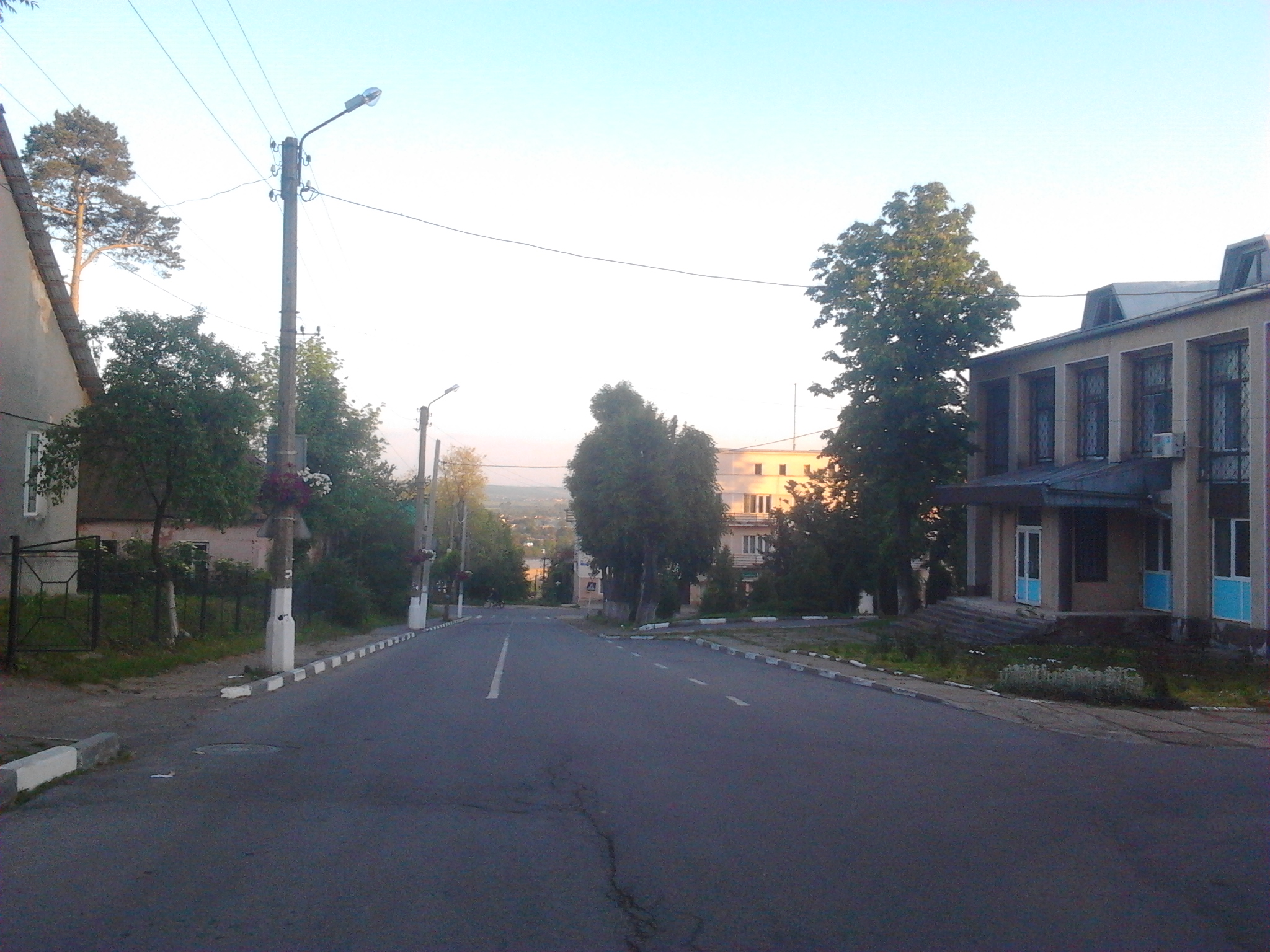
Спуск до вул. Бандери
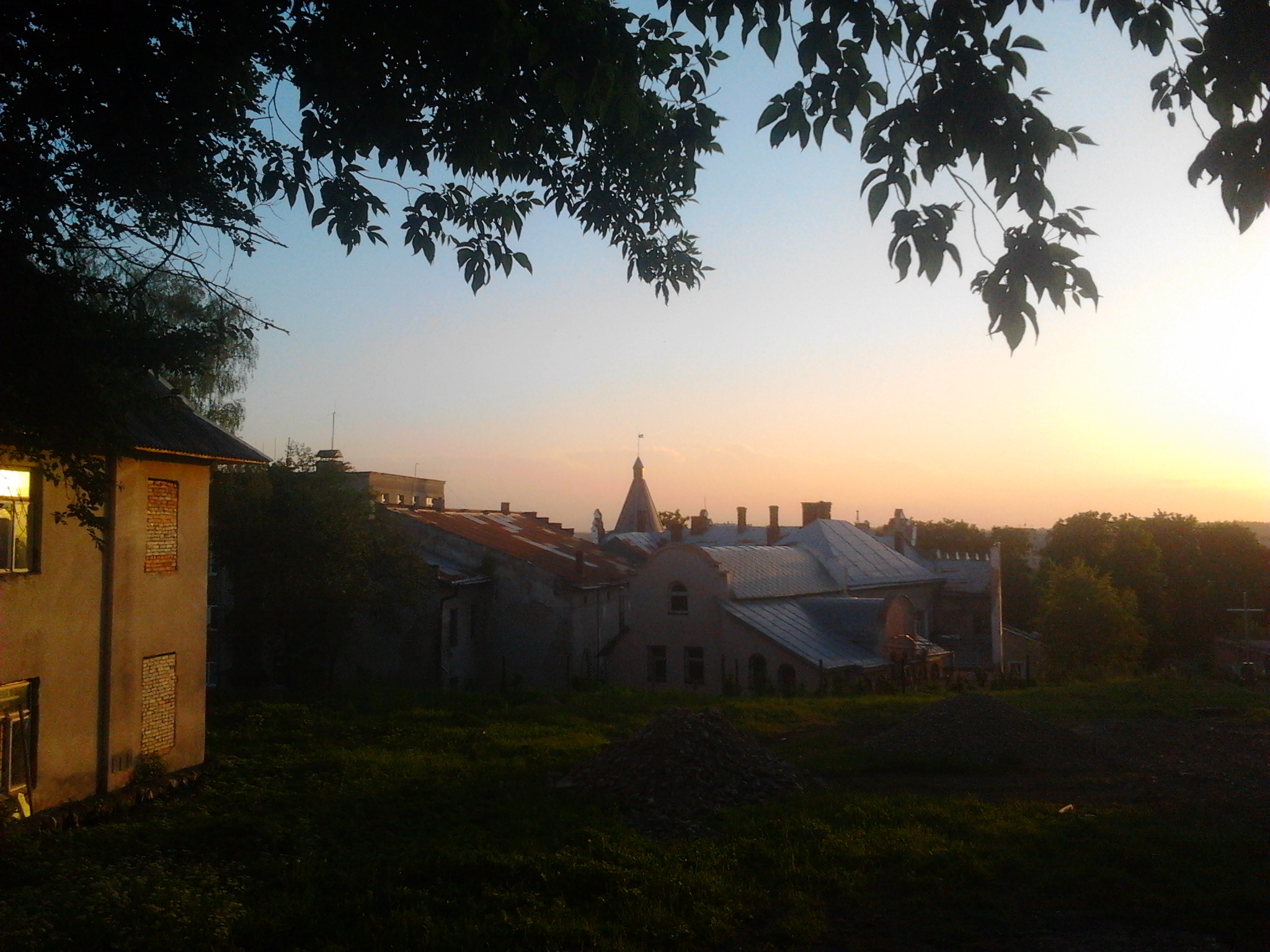
Вид з вул. Франка на місто
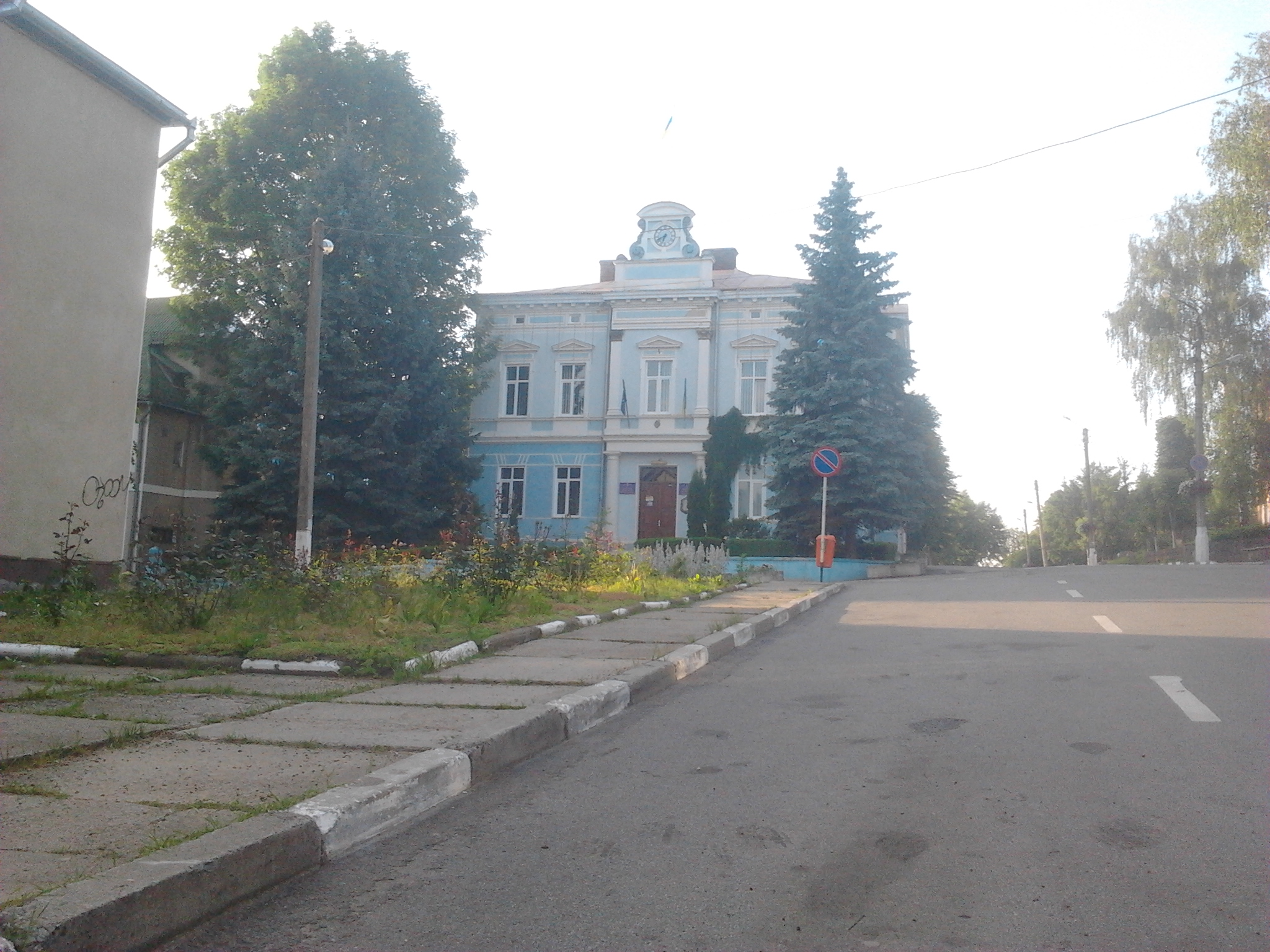
Міська рада
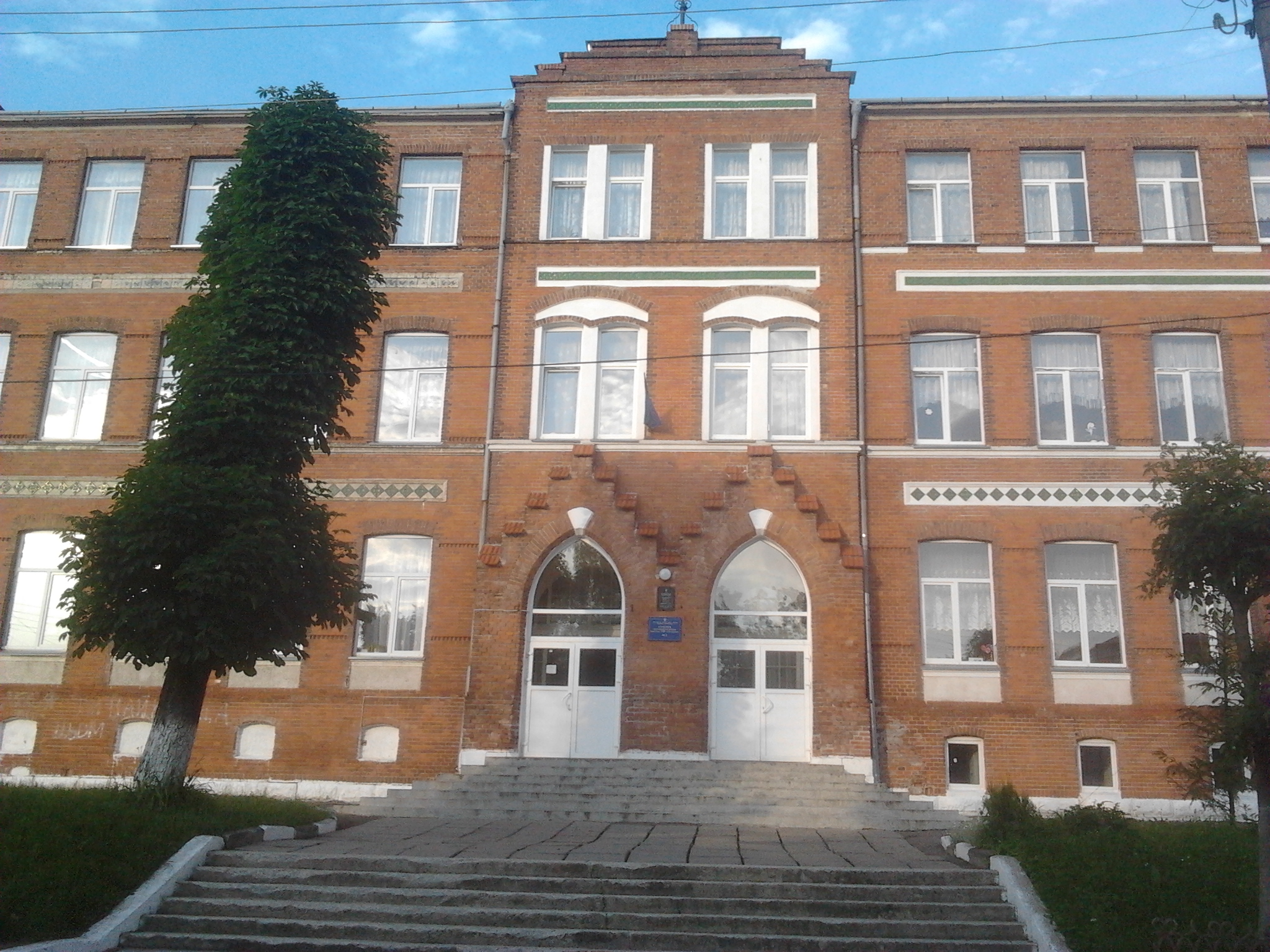
ЗОШ №1. Головний вхід
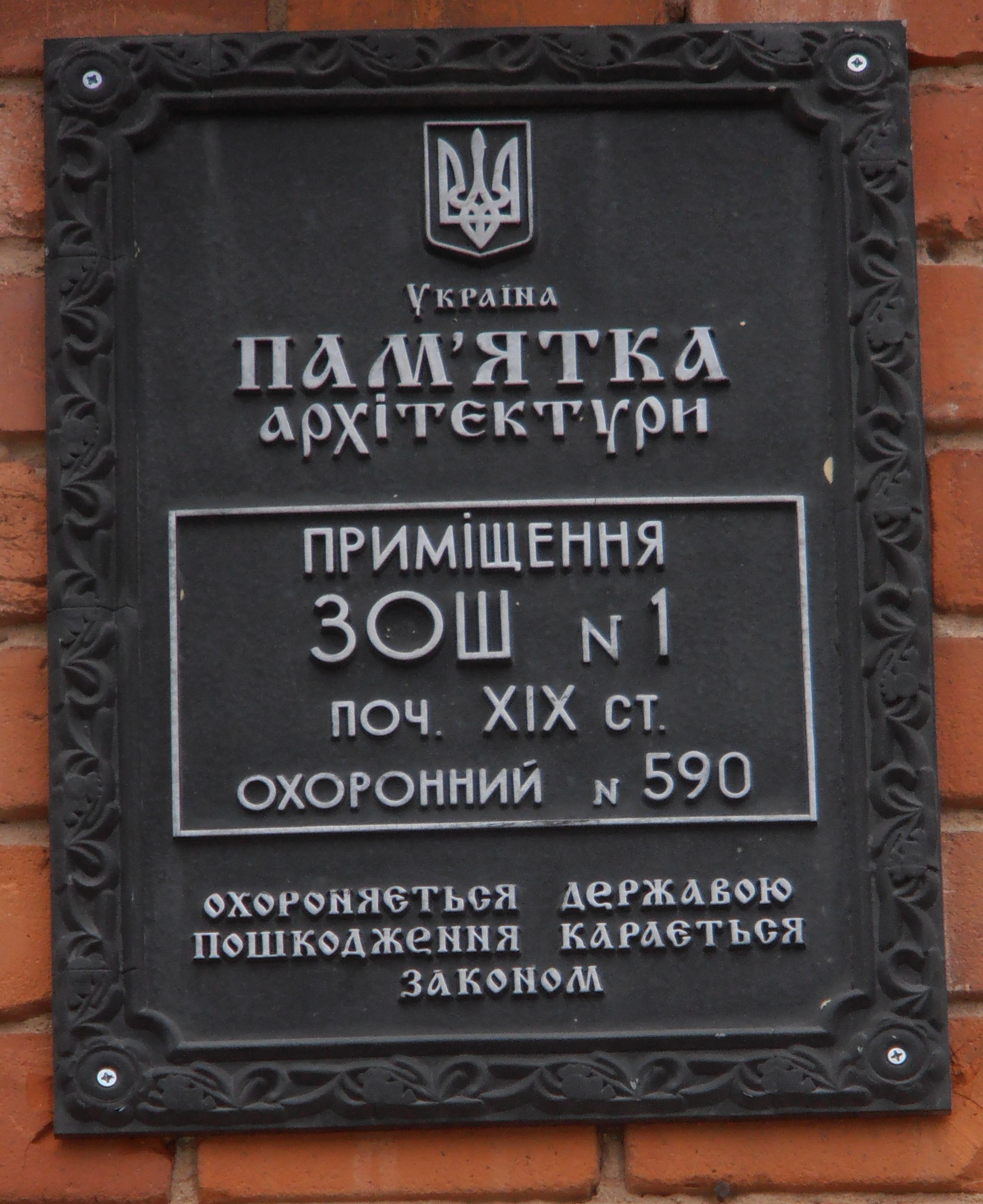
Охоронна дошка №590